# О’Нилл, Мартин
Ма́ртин Хью Майкл О’Нилл (англ. Martin Hugh Michael O'Neill; 1 марта 1952, Килриа, Северная Ирландия) — североирландский футболист и футбольный тренер. В качестве игрока наиболее известен по выступлениям за «Ноттингем Форест» и сборную Северной Ирландии, в которой был капитаном. Тренировал «Уиком Уондерерс», «Норвич Сити», «Лестер Сити» и «Селтик». С «Селтиком» выиграл три чемпионских титула шотландской Премьер-лиги, а также дошёл до финала Кубка УЕФА 2003 года уже в качестве тренера. Был главным тренером английской «Астон Виллы» до 9 августа 2010 года. С конца 2011 до 31 марта 2013 являлся главным тренером «Сандерленда». С 2013 года по 2018 год возглавлял национальную команду Ирландии.

## Начало карьеры
О’Нилл родился в 1952 году в рабочей семье ирландских националистов. Он был четвёртым ребёнком в семье и вырос в окружении четырёх братьев и четырёх сестёр. Мужчины в семье занимались гэльским футболом: отец Мартина играл за местный клуб «Падрейг Пирс Килриа», а его братья (дяди Мартина) Джерри и Лео также играли за «Килриа» и за сборную Дерри, выиграв чемпионат Ольстера 1958 года и дойдя до финала Всеирландского чемпионата в том же году. Мартин играл за команды «Килриа» и за «Дерри» на молодёжном уровне, позже играл в гэльский футбол в колледже Святого Колумбы в Дерри и колледже Святого Малахии в Белфасте.
Во время обучения в колледже святого Малахии он начал выступать за местный футбольный клуб «Дистиллери», нарушив тем самым запрет Гэльской ассоциации атлетов (он действовал до 1971 года) о выступлении гэльских футболистов в «чужеземных видах спорта». Когда «Сент-Малахи» достиг финала Кубка Макрори 1970 года, руководство гэльской ассоциации графства Антрим запретило проводить матч на «Кейсмент Парк» в Белфасте. По согласованию между колледжами, принимавшими участие в турнире, место проведения финала было перенесено в графство Тирон, и «Сент-Малахи» сыграл в финале, выиграв его. Спорная ситуация подняла авторитет О’Нилла.
С «Дистиллери» он выиграл Кубок Северной Ирландии в 1971 году, забив в финальном матче два гола. В сентябре 1971 года О’Нилл забил гол в ворота «Барселоны» в матче Кубка обладателей кубков, в котором его клуб проиграл со счётом 3:1. В этот период он был замечен скаутами «Ноттингем Форест». Мартин перешёл в «Ноттингем Форест» в 1971 году, покинув «Дистиллери» и так и не завершив обучение юриспруденции в университете Квинс в Белфасте.

## Карьера футболиста
Ещё до выступления за «Дистиллери» в Ирландской лиге О’Нилл играл за небольшой клуб «Розарио» из Южного Белфаста. После перехода в «Ноттингем Форест» Мартин не демонстрировал выдающейся игры. Так было до прихода в команду легендарного тренера Брайана Клафа в 1975 году, сделавшего О’Нилла ключевым игроком полузащиты «красных». О’Нилл играл ключевую роль в «Ноттингем Форест» золотой эры клуба, в которую команда вышла в высший дивизион, выиграла Первый дивизион, два Кубка Лиги и два Кубка европейских чемпионов.
О’Нилл также выступал за сборную Северной Ирландии. На чемпионате мира 1982 года в Испании был капитаном команды, которая победила хозяйку турнира в Валенсии. Он провёл за сборную 62 матча и забил 8 мячей. Будучи капитаном сборной Северной Ирландии, Мартин часто освистывался болельщиками на «Уиндзор Парк», так как он был католиком.

## Вне футбола
Кроме футбола О’Нилл увлекается криминологией. Он посещал некоторые громкие судебные процессы в Британии, включая слушания по делам о Йоркширском потрошителе и о Розмари Уэст. Интерес к криминалистике появился у О’Нилла в 1961 году, во время слушаний по делу Джеймса Хэнрэтти.
Мартин О’Нилл был награждён Орденом Британской империи (OBE) за заслуги в спорте в 2004 году. В 2002 году был включён в «Зал славы» футбольного клуба «Норвич Сити» по результатам голосования болельщиков команды.

### Личная жизнь
Вместе с женой Жеральдиной проживает в Оксфордшире, имеет двоих дочерей, Айслинг и Алану.

## Достижения

### В качестве игрока
Северная Ирландия
- Победитель Домашнего чемпионата Британии (2): 1980, 1984

Дистиллери
- Обладатель Кубка Северной Ирландии: 1971

Ноттингем Форест
- Обладатель Англо-шотландского кубка: 1977
- Чемпион Первого дивизиона: 1977/78
- Обладатель Кубка Футбольной лиги (2): 1978, 1979
- Обладатель Суперкубка Англии: 1978
- Обладатель Кубка европейских чемпионов: 1979, 1980
- Обладатель Суперкубка Европы: 1980

### В качестве тренера
Уиком Уондерерс
- Чемпион Футбольной конференции: 1993
- Обладатель Трофея Футбольной ассоциации (2): 1991, 1993
- Победитель плей-офф Третьего дивизиона: 1994

Лестер Сити
- Вывел клуб в Премьер-лигу: 1995/96
- Обладатель Футбольной лиги (2): 1997, 2000

Селтик
- Чемпион Шотландии (3): 2000/01, 2001/02, 2003/04
- Обладатель Кубка Шотландии (3): 2001, 2004, 2005
- Обладатель Кубка шотландской лиги: 2000/01
- Финалист Кубка УЕФА: 2002/03

### Тренерские награды
- Тренер месяца английской Премьер-лиги (8): сентябрь 1997, октябрь 1998, ноябрь 1999, апрель 2007, ноябрь 2007, декабрь 2008, апрель 2010, декабрь 2011
- Тренер месяца шотландской Премьер-лиги (9): август 2000, декабрь 2000, февраль 2001, август 2001, апрель 2002, ноябрь 2002, октябрь 2003, ноябрь 2003, январь 2005
- Тренер года по версии Шотландской ассоциации футбольных журналистов (3): 2000/01, 2001/02, 2003/04

## Тренерская статистика
| Команда          | Страна    | Начала работы   | Завершение работы | Показатели | Показатели | Показатели | Показатели | Показатели | Достижения                                                |
| Команда          | Страна    | Начала работы   | Завершение работы | И          | В          | Н          | П          | % побед    | Достижения                                                |
| ---------------- | --------- | --------------- | ----------------- | ---------- | ---------- | ---------- | ---------- | ---------- | --------------------------------------------------------- |
| Уиком Уондерерс  | Англия    | 7 февраля 1990  | 13 июня 1995      | 112        | 52         | 32         | 28         | 46,43      | Чемпион Конференции, 2 Трофея ФА                          |
| Норвич Сити      | Англия    | 13 июня 1995    | 17 ноября 1995    | 20         | 9          | 7          | 4          | 45         |                                                           |
| Лестер Сити      | Англия    | 21 декабря 1995 | 1 июня 2000       | 223        | 85         | 68         | 70         | 38,12      | 2 Кубка Футбольной лиги                                   |
| Селтик           | Шотландия | 1 июня 2000     | 31 мая 2005       | 282        | 213        | 29         | 40         | 75,53      | 3 чемпионства, 3 Кубка Шотландии, 1 Кубок Футбольной лиги |
| Астон Вилла      | Англия    | 5 августа 2006  | 9 августа 2010    | 190        | 80         | 60         | 50         | 42,11      |                                                           |
| Сандерленд       | Англия    | 3 декабря 2011  | 31 марта 2013     | 66         | 21         | 20         | 25         | 31,81      |                                                           |
| Сборная Ирландии | Ирландия  | 5 ноября 2013   | 21 ноября 2018    | 55         | 19         | 20         | 16         | 034,55     |                                                           |
| Ноттингем Форест | Англия    | 15 января 2019  | 28 июня 2019      | 19         | 8          | 3          | 8          | 042,11     |                                                           |
| Итого            | Итого     | Итого           | Итого             | 967        | 487        | 239        | 241        | 050,36     |                                                           |